# Ire législature des Cortes d'Aragon
La Ire législature des Cortes d'Aragon est un cycle parlementaire des Cortes d'Aragon, d'une durée de quatre ans, ouvert le 20 mai 1983, à la suite des élections du 8 mai précédent, et clos le 14 avril 1987.

## Bureau
| Poste                    | Titulaire        | Parti | Parti | Circonscription |
| ------------------------ | ---------------- | ----- | ----- | --------------- |
| Président                | Antonio Embid    |       | PSOE  | Saragosse       |
| Première vice-présidente | Soledad Navarro  |       | PSOE  | Teruel          |
| Second vice-président    | Antonio Lacleta  |       | AP    | Huesca          |
| Premier secrétaire       | Francisco Pina   |       | PSOE  | Huesca          |
| Second secrétaire        | José Luis Moreno |       | PDP   | Saragosse       |

## Groupes parlementaires
| Nom | Nom                                        | Début | Fin | Porte-parole    |
| --- | ------------------------------------------ | ----- | --- | --------------- |
|     | Groupe socialiste                          | 33    | 33  | Alfonso Sáenz   |
|     | Groupe populaire                           | 18    | 12  | Rafael Zapatero |
|     | Groupe aragonais régionaliste              | 13    | 13  | José María Mur  |
|     | Groupe mixte                               | 2     | 3   | -               |
|     | Groupe mixte - Groupement PDP (10/11/1986) | 0     | 5   | -               |

## Commissions parlementaires
| Commission | Président                    | Parti | Parti | Circonscription |
| --- | ---------------------------- | ----- | ----- | --------------- |
| Commissions permanentes législatives |                              |       |       |                 |
| Commission institutionnelle | Enrique Bernad               | PSOE  |       | Saragosse       |
| Commission de l'Économie et des Budgets Commission des Budgets, de l'Économie et des Finances (13/07/1984)                                           | Mariano Alierta              | PDP   |       | Saragosse       |
| Commission de la Culture et de l'Éducation Commission de l'Éducation, de la Culture et des Sports (13/07/1984)                                       | Luis García-Nieto            | PSOE  |       | Saragosse       |
| Commission du Secteur social Commission du Travail, de la Santé, de la Sécurité sociale et des Services sociaux (13/07/1984)                         | Julián Castellor             | PSOE  |       | Huesca          |
| Commission de l'Agriculture, de l'Industrie et des Travaux publics Commission des Travaux publics, de l'Urbanisme et de l'Environnement (13/07/1984) | Antonio Sierra               | PSOE  |       | Saragosse       |
| Commission de l'Agriculture, de l'Industrie et des Travaux publics Commission des Travaux publics, de l'Urbanisme et de l'Environnement (13/07/1984) | Eduardo Bandrés (11/11/1985) | PSOE  |       | Saragosse       |
| Commission de l'Industrie et de l'Énergie (13/07/1984)                                                                                               | José Luis Roca               | AP    |       | Teruel          |
| Commission de l'Agriculture et de l'Élevage (13/07/1984)                                                                                             | Javier Alvo                  | PAR   |       | Saragosse       |
| Commission du Commerce, du Tourisme et des Transports (13/07/1984)                                                                                   | Luis Cenis                   | AP    |       | Huesca          |
| Commission du Droit civil (13/07/1984) | José Luis Merino             | CDS   |       | Saragosse       |
| Commissions permanentes non-législatives |                              |       |       |                 |
| Commission du Règlement et des Incompatibilités | Antonio Embid                | PSOE  |       | Saragosse       |
| Commission des Pétitions | Carlos Peruga                | PSOE  |       | Saragosse       |
| Commission des Transferts de compétences (13/07/1984)                                                                                                | José Ángel Biel              | PAR   |       | Teruel          |

## Gouvernement et opposition
| Candidat                | Date                                   | Vote       |      |           |     |     |     | Résultat |
| Candidat                | Date                                   | Vote       | PSOE | AP-PDP-UL | PAR | PCE | CDS | Résultat |
| Santiago Marraco (PSOE) | 27 mai 1983 (majorité absolue requise) | Oui        | 33   |           |     | 1   | 1   | 35 / 66  |
| Santiago Marraco (PSOE) | 27 mai 1983 (majorité absolue requise) | Non        |      | 18        |     |     |     | 18 / 66  |
| Santiago Marraco (PSOE) | 27 mai 1983 (majorité absolue requise) | Abstention |      |           | 13  |     |     | 13 / 66  |

## Désignations

### Sénateurs
| Parti | Parti | Sénateurs désignés       | Voix |
| ----- | ----- | ------------------------ | ---- |
| PSOE  |       | Alfonso Sáenz Lorenzo    | 53   |
| AP    |       | Rafael Zapatero González | 50   |

- Désignation : 20 octobre 1983.